# Oritoniscus ribauti
Oritoniscus ribauti är en kräftdjursart som beskrevs av Albert Vandel 1933. Oritoniscus ribauti ingår i släktet Oritoniscus och familjen Trichoniscidae. Inga underarter finns listade i Catalogue of Life.